# Csizi István
Csizi István (Tsizi István) (1728 – Tokaj, 1805. február 5.) császári és királyi őrnagy, költő
Erdélyi származású; 1766-ban hadnagy volt a Gyulai-féle gyalogezredben. Költői levelezést folytatott Gvadányi Józseffel és Fábián Juliánnával. Költészetére Gyöngyösi István és Bessenyei György, valamint francia és angol költők hatottak. 1794-től nyugalomban élt Tokajban.

## Művei
- Kies hymettuson szőtt virágszál b. Bánffy Mihály úr és b. Kemény Terézia kisasszony házassága alkalmatosságára. Kolozsvár, 1758.
- Királyi Buda vára mennyi ideig sínlett a török igája alatt és az alól lett kedves szabadulhatásával s azután mely nagy kiváltképen való örömei voltanak. Kassa, 1763. (Buda, 1766. Kolozsvár, 1767. Albert hercegről és udvaráról Mária Terézia alatt, versben. Toldy Ferenc nem ismerte.)
- Társaság Tüköre, melyben a Gyulaianum legrégibb magyar gyalog regementnek első granadiros kapitánya Cserei Sámuel mely szivbéli fájdalommal búcsúzott el és ezt ugyanazon regementnek méltatlan hadnagya… mely megilletődéssel bocsáthatta el most folyó 1766. eszt. sz. András havának első napján ki-ki megláthatja. Buda. (Versben.)
- Virtus oszlopa, melyet gróf Maros-Némethi Gyulai Sámuel úrnak tiszteletére… Buda várában felemelt 1767. eszt. első napján. Buda. (Versek.)
- Csizi István főstrázsamesternek nemes Molnár Borbálával az erkölcs pallérozását tárgyazó verses levelezései, melyek leginkább beteges állapotjában munkáltattak. Pozsony, 1797.
- XXX reggeli gondolatok, melyeket szűz havában 1798-ban Csizi István főstrázsamesternek agg múzsája annyi reggeleken hangicsált. Debreczen, 1801. (Költemények.)

### Kéziratban
Még mint kapitány, Galíciában tartózkodása alatt a vezetése alatti század számára három munkát írt, melyek címei az akkori pozsonyi Magyar Hírmondó (1782. 34. sz.) alapján: 
- Egy magyar közvitézt vezető Kalauz; ez áll 308 rövid kérdésekből és ugyanannyi feleletekből, melyek a közkatonát Regulamentum szerént való kötelességekre tanítják, végén a Hadi-Artikulosok is magyarul olvastatnak.
- Egy magyar fraitert vezető Kalauz, mely 362 kérdéseket s feleleteket foglalván magában, a káplárokat s azok alatt lévő altiszteket kötelességekben Régulamentum szerint vezérli.
- Az egész Hadi Gyakorlás könyve vagy Exercitzium, hasonlóul magyar kérdésekere és feleletekre intézve: a tiszteknek tartozásaikat, mivel ezeknek a szolgálat nyelvét értetniek kell, kihagyván és a sorokban csak fegyverrel bánóknak könnyebbségekre igyekezvén; a zászlókkal mindazonáltal és ezekhez tartozóknak minden alkalmatosságokban micsoda mozdulásokat kell tenniek feljegyzette.